# Hockey Roller Club Monza 2023-2024
Questa voce raccoglie le informazioni riguardanti l'Hockey Roller Club Monza nelle competizioni ufficiali della stagione 2023-2024.

## Maglie e sponsor
Lo sponsor ufficiale per la stagione 2023-2024 è TeamServiceCar.
| 1ª divisa | 2ª divisa |

## Organigramma societario
Dati aggiornati alla stagione 2023-2024, tratti dal sito internet ufficiale della Federazione Italiana Sport Rotellistici .
- Presidente: Andrea Brambilla
- Vicepresidente: Franco Girardelli
- Segretario: Franco Gariboldi
- Direttore sportivo: Franco Girardelli
- Addetto stampa: Paolo Virdi

## Organico

### Giocatori
| N° | Naz.                 | Ruolo | Sportivo             |  |  |  |
| -- | -------------------- | ----- | -------------------- |  |  |  |
| 1  | Italia (bandiera)    | P     | Luca Borgonovo       |  |  |  |
| 4  | Italia (bandiera)    | A     | Marco Gariboldi      |  |  |  |
| 6  | Argentina (bandiera) | A     | Francisco Bielsa     |  |  |  |
| 7  | Italia (bandiera)    | D     | Matteo Galimberti    |  |  |  |
| 9  | Argentina (bandiera) | A     | Julian Tamborindegui |  |  |  |
| 10 | Italia (bandiera)    | P     | Filippo Fongaro      |  |  |  |
| 11 | Italia (bandiera)    | A     | Elia Petrocchi       |  |  |  |
| 75 | Italia (bandiera)    | A     | Alessandro Uva       |  |  |  |
| 76 | Italia (bandiera)    | D     | Gabriele Gavioli     |  |  |  |
| 84 | Italia (bandiera)    | D     | Matteo Zucchetti     |  |  |  |

### Staff tecnico
- Allenatore:  Tommaso Colamaria

## Mercato
| Acquisti | Acquisti         | Acquisti                      | Acquisti |
| R.       | Nome             | da                            |          |
| -------- | ---------------- | ----------------------------- | -------- |
| A        | Francisco Bielsa | Olimpia                       |          |
| P        | Luca Borgonovo   | HRC Monza (Settore giovanile) |          |
| A        | Marco Gariboldi  | HRC Monza (Settore giovanile) |          |
| A        | Elia Petrocchi   | Forte dei Marmi               |          |
| A        | Alessandro Uva   | Roller Scandiano              |          |
| A        | Matteo Zucchetti | Vercelli                      |          |

| Cessioni | Cessioni          | Cessioni        | Cessioni |
| R.       | Nome              | a               |          |
| -------- | ----------------- | --------------- | -------- |
| D        | Marco Ardit       | Sandrigo        |          |
| A        | Santi Chambella   | Barcelos        |          |
| A        | Edoardo Lanaro    | Breganze        |          |
| D        | Giuseppe Olivieri | Pumas Viareggio |          |
| A        | Sergi Torné Piñol | Vilafranca      |          |
| A        | Conrado Piozzini  | Roller Matera   |          |
| A        | Marco Tremolada   | Seregno 2012    |          |

## Risultati

### Serie A1

#### Girone di andata
| Arbitri: | E. D'Alessandro (Viareggio) F. Fronte (Novara) |

|                                                                                                  |           |  |
| M. Zucchetti 6'13" 46'32" E. Petrocchi 6'57" 21'14" M. Galimberti 12'36" 40'38" F. Bielsa 30'46" | Marcatori |  |

| Arbitri: | M. Righetti (Sarzana) M. Rondina (Vercelli) |

|                                                                                       |           |                                                                     |
| A. Borgo 4'18" A. Peripolli 23'43" T. Cardoso 33'50" 36'49" L. Lombardi 38'30" 45'23" | Marcatori | 12'19" F. Bielsa 40'58" M. Zucchetti 41'30" 46'41" J. Tamborindegui |

| Arbitri: | L. Hyde (Breganze) P. Moresco (Marostica) |

|                                                 |           |                                               |
| F. Bielsa 12'28" J. Tamborindegui 23'49" 42'06" | Marcatori | 1'45" 29'01" F. Fernandes 27'23" M. Antonioni |

| Arbitri: | M. Giangregorio (Giovinazzo) F. Stallone (Giovinazzo) |

|                                                               |           |                  |
| A. Brendolin 16'15" 44'33" M. Ardit 31'53" A. Miguelez 41'15" | Marcatori | 16'48" F. Bielsa |

| Arbitri: | A. Rago (Giovinazzo) M. Rondina (Vercelli) |

|                                                    |           |                                                 |
| E. Petrocchi 28'14" J. Tamborindegui 36'48" 41'22" | Marcatori | 7'27" J. Pinto 18'02" J. Méndez 43'36" G. Cocco |

| Arbitri: | L. Hyde (Breganze) C. Parolin (Bassano del Grappa) |

|                                                                                            |           |                                                               |
| S. Cabella 13'09" M. Thiel 13'43" P. Saavedra 24'59" 29'51" 30'16" 43'23" G. De Oro 42'00" | Marcatori | 14'09" 29'57" 36'30" 46'24" J. Tamborindegui 46'52" F. Bielsa |

| Arbitri: | F. Fronte (Novara) M. Nucifero (Viareggio) |

|                  |           |                                       |
| G. Gavioli 3'54" | Marcatori | 22'38" A. Pozzato 37'54" J. Guimaraes |

| Arbitri: | M. Carmazzi (Viareggio) F. Ferrari (Viareggio) |

|                                                  |           | |
| A. Le Berre 7'43" 35'23" R. Clavel 27'31" 47'35" | Marcatori | 9'16" 27'19" 29'46" F. Bielsa 12'28" 19'38" 31'31" 40'56" M. Galimberti 13'51" J. Tamborindegui 18'27" 31'57" A. Uva |

| Arbitri: | M. Giangregorio (Giovinazzo) J. Silecchia (Giovinazzo) |

|                                                 |           |                                                                      |
| M. Zucchetti 11'28" 39'00" M. Galimberti 28'53" | Marcatori | 6'13" A. Borregan 16'23" N. Crocco 24'09" M. Vega 28'37" G. Giuliani |

| Arbitri: | M. Carmazzi (Viareggio) L. Molli (Viareggio) |

|                                                                          |           |                                                                          |
| F. Banini 8'46" 12'00" 32'33" F. Montigel 32'21" D. Banini 32'27" 44'59" | Marcatori | 4'31" J. Tamborindegui 9'15" M. Zucchetti 29'36" F. Bielsa 45'13" A. Uva |

| Arbitri: | E. D'Alessandro (Viareggio) F. Ferrari (Viareggio) |

|                                         |           |                                              |
| E. Petrocchi 1'37" M. Galimberti 29'43" | Marcatori | 7'52" F. Ortiz 11'47" 21'23" 44'19" J. Olmos |

| Arbitri: | F. Ferrari (Viareggio) M. Nucifero (Viareggio) |

|                     |           |                                                                                 |
| M. Zucchetti 22'29" | Marcatori | 6'37" 38'05" F. Ambrosio 26'32" F. Ipiñazar 27'23" J. Galbas 31'26" F. Compagno |

| Arbitri: | F. Fronte (Novara) P. Moresco (Marostica) |

|  |           |                            |
|  | Marcatori | 29'24" 32'28" E. Petrocchi |

#### Girone di ritorno
| Vercelli 6 gennaio 2024 14ª giornata | Vercelli | 0 – 10 | HRC Monza |  |

| Arbitri: | L. Molli (Viareggio) C. Parolin (Bassano del Grappa) |

|                                                                                 |           |                                           |
| M. Zucchetti 10'32" 24'13" A. Uva 21'44" G. Gavioli 25'34" M. Galimberti 41'15" | Marcatori | 3'43" 9'04" T. Cardoso 39'50" L. Lombardi |

| Arbitri: | G. Andrisani (Matera) J. Silecchia (Giovinazzo) |

|                                                            |           |                                                              |
| M. Antonioni 2'51" A. Faccin 4'23" 23'26" P. Nájera 31'46" | Marcatori | 13'49" F. Bielsa 22'56" M. Zucchetti 46'38" J. Tamborindegui |

| Arbitri: | A. Davoli (Moena) F. Ferrari (Viareggio) |

| |           |                                                  |
| F. Bielsa 11'06" A. Uva 15'03" 34'13" J. Tamborindegui 18'26" 24'52" 49'49" M. Galimberti 27'14" 27'20" | Marcatori | 8'58" 20'22" M. Ardit 29'59" 33'17" A. Brendolin |

| Arbitri: | F. Fronte (Novara) D. Marcolin (Thiene) |

|                                                                                      |           |                                                 |
| J. Méndez 0'59" G. Cocco 6'57" 28'41" Gioele Piccoli 10'27" 16'25" D. Gavioli 22'06" | Marcatori | 16'32" F. Bielsa 24'52" 43'46" J. Tamborindegui |

| Arbitri: | A. Eccelsi (Novara) L. Hyde (Breganze) |

|                                              |           |                                                      |
| M. Galimberti 30'46" J. Tamborindegui 31'49" | Marcatori | 23'37" M. Thiel 30'20" A. Franchi 40'46" P. Saavedra |

### Coppa WSE

#### Turno di qualificazione
| Arbitri: | Casimiro Lopez |

| |           |               |
| M. Zucchetti 1'00" 15'40" J. Tamborindegui 3'05" 25'48" A. Uva 8'49" 29'44" E. Petrocchi 11'09" 48'08" F. Bielsa 28'38" M. Gariboldi 42'04" 46'28" M. Galimberti 46'54" | Marcatori | 43'46" Tucker |

| Arbitri: | Fernandes Lopez |

|                                          |           |                                                                    |
| Rettenmund G. 16'42" 46'51" Silva 31'35" | Marcatori | 6'16" F. Bielsa 32'40" 35'08" J. Tamborindegui 44'46" E. Petrocchi |

| Arbitri: | Casimiro Fernandes |

|                  |           |                                                     |
| F. Bielsa 26'46" | Marcatori | 8'38" 24'22" Ceschin 17'10" 18'23" Gil 28'49" Canet |

#### Ottavi di finale
| Arbitri: | Almeida Correia |

|                                                               |           |                               |
| F. Bielsa 12'58" J. Tamborindegui 39'26" M. Galimberti 42'39" | Marcatori | 22'05" Gabarro 32'54" Salvadò |

| Arbitri: | Pinto Silva |

|                                        |           |                                                                                             |
| Pla 10'59" Costa 35'33" Murales 49'00" | Marcatori | 7'24" M. Galimberti 11'46" 39'22" M. Zucchetti 18'48" A. Uva 22'59" 44'48" J. Tamborindegui |

#### Quarti di finale
| Sarzana 17 febbraio 2023 Andata | Sarzana | – | HRC Monza | Pista Vecchio Mercato |

| Biassono 20 gennaio 2024 Ritorno | HRC Monza | – | Sarzana | PalaRovagnati |

## Statistiche

### Statistiche di squadra
| Competizione | Punti | In casa | In casa | In casa | In casa | In casa | In casa | In trasferta | In trasferta | In trasferta | In trasferta | In trasferta | In trasferta | Totale | Totale | Totale | Totale | Totale | Totale | D.R. |
| Competizione | Punti | G       | V       | N       | P       | Gf      | Gs      | G            | V            | N            | P            | Gf           | Gs           | G      | V      | N      | P      | Gf     | Gs     | D.R. |
| ------------ | ----- | ------- | ------- | ------- | ------- | ------- | ------- | ------------ | ------------ | ------------ | ------------ | ------------ | ------------ | ------ | ------ | ------ | ------ | ------ | ------ | ---- |
| Serie A1     | 17    | 10      | 3       | 2       | 5       | 35      | 31      | 9            | 3            | 0            | 6            | 42           | 38           | 19     | 6      | 2      | 11     | 77     | 69     | +8   |
| Coppa WSE    | 6     | 4       | 3       | 0       | 1       | 20      | 11      | 1            | 1            | 0            | 0            | 6            | 3            | 5      | 4      | 0      | 1      | 26     | 14     | +12  |
| Totale       | -     | 14      | 6       | 2       | 6       | 55      | 42      | 10           | 4            | 0            | 6            | 48           | 41           | 24     | 10     | 2      | 12     | 103    | 83     | +20  |

### Statistiche dei giocatori
| Giocatore        | Serie A1 | Serie A1 | Coppa WSE | Coppa WSE | Totale   | Totale |
| Giocatore        | Presenze | Reti     | Presenze  | Reti      | Presenze | Reti   |
| ---------------- | -------- | -------- | --------- | --------- | -------- | ------ |
| F. Bielsa        | 17       | 12       | 5         | 4         | 22       | 16     |
| L. Borgonovo     | 0        | 0        | 0         | 0         | 0        | 0      |
| F. Fongaro       | 17       | -69      | 5         | -14       | 22       | -83    |
| M. Galimberti    | 17       | 12       | 5         | 3         | 22       | 15     |
| M. Gariboldi     | 17       | 0        | 5         | 2         | 22       | 2      |
| G. Gavioli       | 17       | 2        | 5         | 0         | 22       | 2      |
| E. Petrocchi     | 17       | 6        | 5         | 3         | 22       | 9      |
| J. Tamborindegui | 17       | 19       | 5         | 7         | 22       | 26     |
| A. Uva           | 17       | 6        | 5         | 3         | 22       | 9      |
| M. Zucchetti     | 17       | 10       | 5         | 4         | 22       | 14     |